# 伊予銀行硬式野球部
伊予銀行硬式野球部（いよぎんこうこうこうしきやきゅうぶ）は、愛媛県松山市に本拠地を置き、日本野球連盟に加盟していた社会人野球の企業チームである。1978年2月に解散した。
運営母体は、地方銀行の伊予銀行。

## 概要
1952年、伊予銀行がこれまで準硬式野球で活動していたチームを硬式野球に転向させ『伊予銀行硬式野球部』として創部。
1973年、都市対抗野球に初出場を果たす。
1975年、日本選手権に初出場を果たす。
1976年、7月23日から開催される都市対抗野球に出場を決めていたが、行内の事情により7月15日に出場を辞退した。日本野球連盟は、代替チームを選出する時間的余裕がないためとして31チームでの開催を決定した。
1978年2月、愛媛県下の経済環境の厳しさから、同じく松山市を本拠地として活動していた愛媛相互銀行硬式野球部と共に活動休止を発表した。

## 沿革
- 1952年 - 伊予銀行が愛媛県松山市を本拠地とし『伊予銀行』として創部。
- 1973年 - 都市対抗野球に初出場（1回戦敗退）。
- 1975年 - 日本選手権に初出場（2回戦敗退）。
- 1976年 - 行内の事情により都市対抗野球への出場を辞退。
- 1978年 - 2月に活動停止。

## 主要大会の出場歴・最高成績
- 都市対抗野球大会：出場1回
- 社会人野球日本選手権大会：出場1回

## 主な出身プロ野球選手
- 西田孝之（外野手） - 1962年に大毎オリオンズに入団。